# Lorence G. Collins

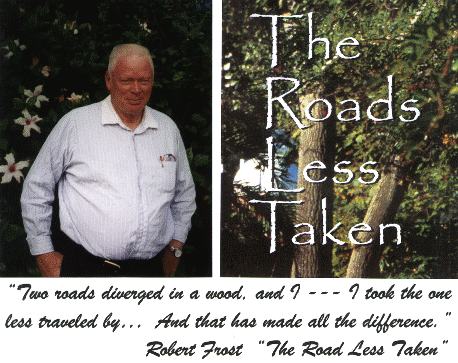
Lorence G. Collins: «Zwei Pfade verzweigten sich im Wald...ich schlug den weniger begangenen ein...das war der Unterschied.» Aus Robert Frost: «The Road Less Taken (Der weniger begangene Weg)»

Lorence Gene „Larry“ Collins (* 19. November 1931 in Vernon, Cowley County, Kansas) ist ein US-amerikanischer Petrologe, der durch seine Arbeiten über metasomatische Prozesse bekannt geworden ist.

## Lebenslauf

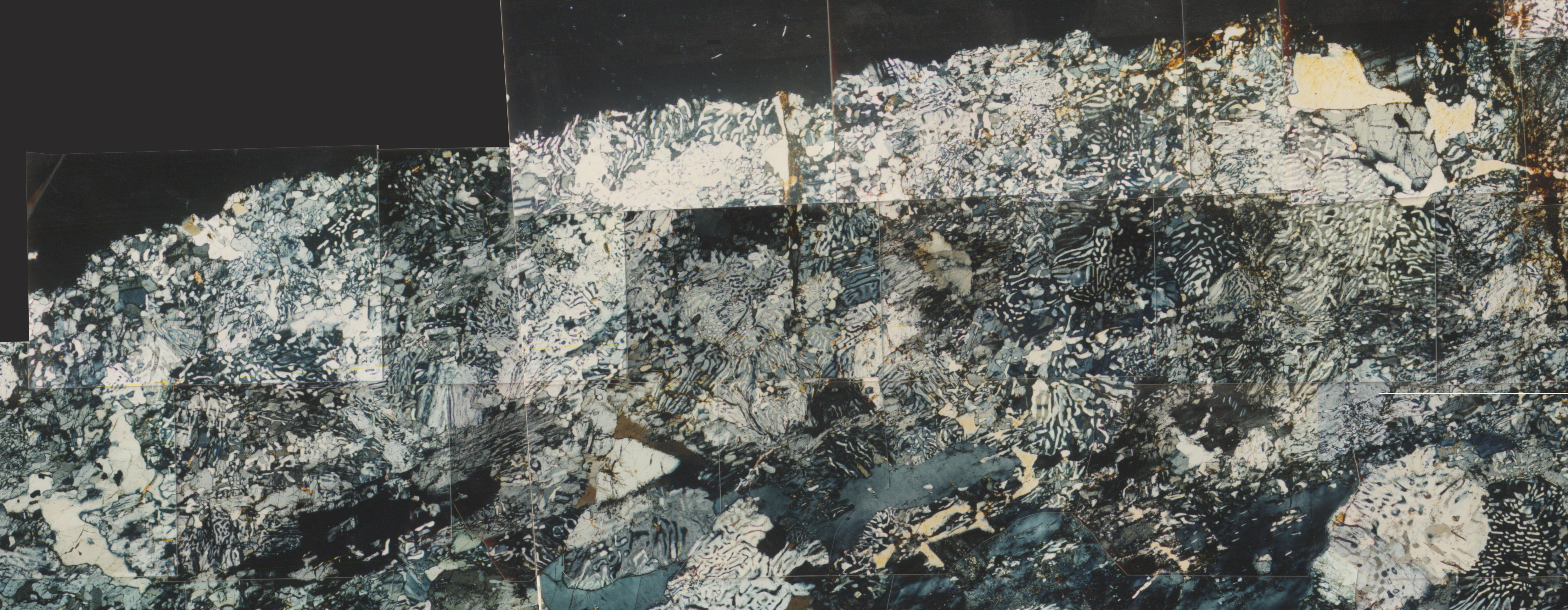
Myrmekit aus Alastaro, Finnland

Collins studierte Geologie an der University of Illinois in Urbana, an der er 1953 mit Auszeichnungen den Bachelor (B.Sc.) absolvierte, gefolgt vom Master (M.Sc.) 1955. Im Jahr 1959 erhielt er dann einen Doktortitel (Ph.D.). Die Dissertation hatte die Magnetit-Lagerstätten im Bundesstaat New York zum Inhalt.
1959 nahm er eine Lehrtätigkeit am San Fernando Valley State College an, der heutigen California State University, Northridge (CSUN). Diese Tätigkeit übte er 33 Jahre lang bis zu seiner Pensionierung im Jahr 1993 aus. Er unterrichtete in den Fächern Geologie, Mineralogie und Fernerkundung. Er arbeitete zunächst als «Assistant Professor» (Assistent). 1962 wurde er zum «Associate Professor» (in etwa Privatdozent) an der CSUN und 1966 Fakultätsleiter.
1966 veröffentlichte Collins im National Geographic den Aufsatz: Finding rare beauty in common rocks (Entdeckung seltener Schönheit in gewöhnlichen Gesteinen).
Seit 1972 arbeitet Collins an Myrmekit, einer Verwachsung von Plagioklas und wurmförmigem Quarz. Seine Untersuchungen führten ihn zu mehreren bedeutenden Entdeckungen auf dem Gebiet der Petrologie, die ihn dazu bewogen, allgemein anerkannte magmatische Erklärungen der
Granitentstehung in Frage zu stellen. Seine Forschungsarbeiten belegen die Bedeutung metasomatischer Verdrängungsreaktionen, welche stellenweise regionale Ausmaße annehmen können.
Collins ist seit 1955 mit der Botanikerin Barbara J. Schenck verheiratet und hat fünf Kinder. Das Paar unterhält einen Website über Wildpflanzen Kaliforniens, der in die vier Biotope Steppe (Chaparral), Wüste, Berglandschaft und kalifornische Nordküste unterteilt ist. Die Illustrationen stammen zum Großteil von Lorence Collins. Seine Frau verstarb am 30. April 2013.

## Wissenschaftliche Entdeckungen

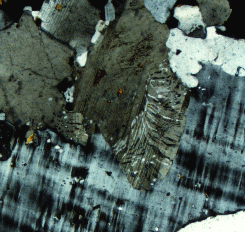
Warzenmyrmekit (Mitte) mit winzigen wurmartigen Quarzstengeln von Temecula, Kalifornien. Der Plagioklas im Myrmekit besitzt die gleiche optische Orientierung wie der quarzfreie, nach dem Albitgesetz verzwillingte Plagioklas (graubraun, oben links). Der Mymekit wird vom Alkalifeldspat (Mikroklin) umschlossen.

1972 untersuchte Collins Gesteine bei Temecula in Kalifornien. Hierbei stieß er auf die Verwachsungsstruktur Myrmekit. Ihre Entstehung stimmte aber nicht mit den akzeptierten Theorien überein, die bisher entweder von einer Entmischung aus primärem Alkalifeldspat oder einer an den Rändern von Alkalifeldspat erfolgenden Natrium-Kalzium-Metasomatose ausgegangen waren. Eine ausgedehnte Versuchsreihe unter Zuhilfenahme von Dünnschliffen, Kathodolumineszenz, Elektronenstrahlmikroanalyse und Rasterelektronenmikroskop legte eine ganz andere Entstehungsweise nahe: Kalium-haltige Lösungen hatten mit dem primären Plagioklas unter Bildung von Myrmekit reagiert. Diese Versuchsreihe und Geländebeobachtungen überzeugten Collins, dass der Myrmekit in Temecula auf ganz andere Art entstanden sein musste, als bisher von den meisten Geologen vermutet. Seine Ansichten riefen bei anerkannten Petrologen heftigen Widerstand hervor. Collins schrieb daher 1997 ein Buch. Außerdem veröffentlichte er seine Forschungsergebnisse auf seiner eigenen Website.

### Forschungsumfang
Seit seiner Doktorarbeit im Bundesstaat New York hat Collins eine Vielzahl petrologischer Studien in unterschiedlichen geologischen Terranen durchgeführt. Diese Arbeiten konzentrierten sich auf den Südwesten der Vereinigten Staaten. Collins hat aber auch Untersuchungen in den Neuenglandstaaten, in Kanada (Alberta, British Columbia und Ontario), in Europa (Finnland, Irland, Norwegen und Schottland), in Aserbaidschan, im Iran und in Australien vorgenommen.
Dabei ging es vor allem um Granitoide, Gneise, Augengneise, Mylonite und Metamorphite.
Die Ergebnisse dieser Arbeiten hat Collins, manchmal in Zusammenarbeit mit anderen Autoren, auf seiner Website veröffentlicht, die bisher über 50 Beiträge enthält. In seinem letzten Beitrag fasst Collins seine langjährigen Forschungen über Myrmekit und die metasomatische Entstehung von Granitoiden zusammen. Er unterscheidet drei Entstehungsweisen, zu denen er im Jahr 2018 eine vierte hinzufügt. Die Entstehungsmoden lauten somit:
- Kalium-Metasomatose an primären, zoniert gebauten Plagioklasen
- Natrium- und Kalziummetasomatose an primären Alkalifeldspäten
- Kalzium-Metasomatose an primären, Albit-reichen Plagioklasen (in Anorthositen)
- Kalzium- und Natriumabfuhr aus kataklastisch beanspruchten, primären, zoniert gebauten Plagioklasen

## Ergebnisse

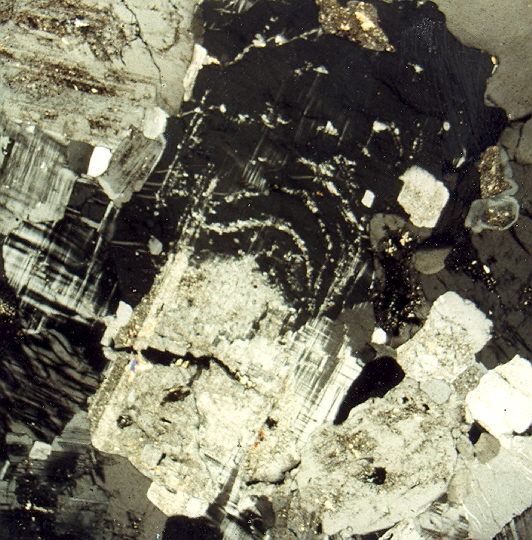
Mikroklin (oben, schwarz und mit Gitterverzwillingung) dringt entlang einem unregelmäßigen Kontaktbereich in primären Plagioklas (unten; hellgrau, gesprenkelt, mit schwacher Albit-Verzwilligung) ein und ersetzt denselben; zusätzlich dringen Adern in den Plagioklas ein. Von Bedeutung ist die relikthaft erhaltene Plagioklaszonierung im Mikrolklin, die bei einem magmatischen Ursprung der beiden Feldspatminerale nicht zu erklären ist.

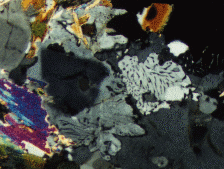
Myrmekit (weiß und grau, mit wurmförmigen Quarzstengeln) grenzt an Orthoklas (grau; rechte Seite). Zonierter Plagioklas mit kalziumreichen Kern (dunkelgrau; linke Seite) mit breitem natriumreichen Randmyrmekit (hellgrau). Die buntgefärbten Körner sind Biotit und Muskovit. Cooma-Granodiorit, Australien.

Collins Thesen aufgrund seiner Forschungen an Myrmekit haben eine große Tragweite, da sie über die Entstehungsweise von Graniten Auskunft geben – ein zentraler Problemkreis der petrologischen Forschung. Seine Ergebnisse können wie folgt zusammengefasst werden:
- Collins bestreitet nicht, dass die meisten Granitoide einen magmatischen Ursprung haben. Bei der Abkühlung kristallisierte die Schmelze am Eutektikum aus. Für Collins ist dies aber nicht der Endpunkt der Entwicklung. Es ist allgemein bekannt, dass sich Feldspäte auch im Subsolidus-Temperaturbereich von 650 °C bis 450 °C unterhalb des Eutektikums bilden können. Collins zeigt in seinen Arbeiten, dass heiße metasomatische Flüssigkeiten (insbesondere kalium- und siliziumhaltige) die magmatisch gebildeten Minerale angreifen können und es mit den Primärmineralen zu Austauschreaktionen kommt (Siehe die Abbildung rechts, ein Beispiel für die Verdrängung von zoniertem Plagioklas durch Alkalifeldspat im Vrådal-Pluton, Südnorwegen). Die Bildung von Myrmekit und Quarz-Siebstrukturen sind die Anzeichen für diesen Vorgang. Die Austauschreaktionen müssen nicht örtlich beschränkt bleiben, sondern können regional bedeutend werden. Sie können ursprünglich mafische Gesteine wie Gabbros und Diorite allmählich zu mehr SiO2-reicheren Gesteinen verwandeln. Ein gutes Beispiel hierfür ist der Wanup-Pluton bei Sudbury in Ontario, bei dem eine Umwandlung von Diorit/Gabbro hin zu Quarzmonzonit/Granodiorit erfolgte.[6]

Von weitreichender Bedeutung ist hier die von Collins entdeckte positive Korrelation der Quarzstängeldicke im neugebildeten Myrmekit mit dem Kalziumgehalt (An-Wert) im primären Plagioklas des umgebenden Granitoids. Modellvorstellungen, welche die Myrmekitbildung mit Entmischung von Kalzium und Natrium aus primärem Alkalifeldspat oder mit einer Ca- und Na-Verdrängungsreaktion des primären Alkalifeldspats zu interpretieren versuchen, können für eine derartige positive Korrelation keine Erklärung liefern.
- Umgekehrt sind metasomatische Reaktionen bei der Erwärmung von Ausgangsgesteinen bereits weit vor Erreichen der Anatexis zu verzeichnen. Ein Beispiel hierfür ist der Cooma-Granodiorit im Südosten Australiens. Collins zeigte, wie die örtlichen Metasedimente metasomatischen Austauschreaktionen ausgesetzt sind und dadurch in Granodiorit und Migmatit umgewandelt werden. Von Bedeutung ist dabei die Tatsache, dass der Cooma-Granodiorit nie die Aufschmelzphase erreicht hat, sondern rein auf Mineralaustausch beruht.[7]

- Collins unterstreicht in seinen Arbeiten außerdem die entscheidende Rolle tektonischer Deformationen. Nur durch sie können heiße metasomatische Lösungen ihre volle Effektivität entfalten. Erst spröde (Kataklasis, Brüche und Störungen) und plastische Verformungsprozesse (Verfaltungen, Scherbänder, Scherzonen und Mylonite) ermöglichen den Lösungen ein Eindringen in die Kristallgitter.

Collins stieß unter etablierten Petrologen auf erstaunlich hartnäckigen Widerstand, obwohl über die Wirksamkeit metasomatischer Prozesse kaum Zweifel bestehen. Bestes Beispiel hierfür sind Fenite (Na-K-Metasomatose) und Skarne, deren metasomatischer Ursprung allgemein anerkannt ist. Collins wirft daher zwei Fragen auf:
- Zur Erklärung angereicherter basaltischer Magmen wird allgemein von einem metasomatisch veränderten (angereicherten) Erdmantel (Ausgangsgestein: netzadriger Peridotit) ausgegangen, in der Erdkruste jedoch sollen metasomatische Prozesse plötzlich nicht mehr zum Tragen kommen?
- Die Natriummetasomatose wird allgemein akzeptiert, warum dann nicht auch die komplementäre Kaliummetasomatose, obwohl beide Elemente sich chemisch sehr ähnlich verhalten?

## Auseinandersetzung mit dem Kreationismus
Lorence Collins ist Methodist und als Geologe dem Kreationismus gegenüber sehr kritisch eingestellt. Auf seiner Website hat er ein Domain über den Kreationismus eingerichtet. Verschiedene Aspekte der kreationistischen Theorien werden hier dargestellt, insbesondere wörtliche Auslegungen von Bibelzitaten und übernatürliche Erklärungsversuche. Collins zeigt, dass all diese Aspekte entweder mit natürlichen Vorgängen oder mit modernen wissenschaftlichen Methoden erklärt werden können. Ferner enthält der Website drei Beiträge, in denen Collins seine eigene christliche Philosophie erläutert.

### Sintflut
Collins hält im Gegensatz zu den Kreationisten eine weltweite Sintflut für ausgeschlossen, räumt aber die Möglichkeit einer regional begrenzten Überflutung im südöstlichen Mesopotamien (Irak) durchaus ein, welche den historischen Kern des Arche Noah-Mythos darstellten dürfte. Die Schwemmebene des Zweistromlandes beginnt ungefähr 130 Kilometer nördlich von Bagdad und reicht bis zum Persischen Golf. Sie wird bis zu 270 Kilometer breit und wird von Euphrat und Tigris durchflossen. Das Gefälle ist sehr niedrig, auf den 680 Kilometern zwischen Bagdad und dem Golf meist weniger als 20 cm/km, extrem niedrige Werte betragen sogar manchmal nicht mehr als 2 cm/km. Die Flachheit dieser Landschaft begünstigt bei außergewöhnlichen meteorologischen Bedingungen in den umgebenden Hochländern (Syrien, Türkei und Iran) Überschwemmungen, die im Zweistromland keine Seltenheit sind. Bei einem Jahrtausendereignis dürften die Dörfer in Uferwallnähe möglicherweise mit bis zu zehn Meter tiefen Wassermassen bedeckt gewesen sein. Auf Grund der Erdkrümmung sind die umliegenden Hochländer nicht auszumachen, die Besatzung eines in den Fluten treibenden Bootes musste daher den Eindruck gehabt haben, als würde ihre gesamte bekannte Welt unter Wasser stehen.
Auch Carol Hill und Stephen Moshier teilen in ihrer Studie diesen Standpunkt. Die beiden Autoren verweisen auf die Tatsache, dass der Garten Eden von bis zu 10 000 Meter mächtigen paläozoischen, mesozoischen und känozoischen Sedimenten unterlagert wird. Diese Sedimente sind ihrerseits teils fossilführend und aus ihnen stammte auch der Teer zum kalfatern der Arche. Die geologischen Gegebenheiten sprechen in diesem Fall eindeutig gegen ein einziges weltweites Flutereignis.
Am Ararat, dem angeblichen Landeplatz der Arche, liegt eine ähnliche Situation vor. Der Stratovulkan wird von über 1000 Meter mächtigen Sedimentgesteinen unterlagert. Innerhalb des in der Bibel erwähnten Zeitraumes eines Jahres ist es physikalisch unmöglich, dass
- das Sedimentpaket abgelagert und verfestigt wurde
- der Ararat die Sedimente durchschlug und sich dann auf über 5000 Meter Meerhöhe aufbaute und
- die Laven abkühlten und sich verfestigten, damit Noahs Arche sicher dort landen konnte.

All dies legt die Schlussfolgerung nahe, dass die Anhänger des Kreationismus am Ararat vergebens nach den Überresten der Arche suchen dürften.
In Gen 6-8  wird berichtet, dass Noah und seine Familie erst nach einem Jahr die Arche verlassen konnten. Die zurückweichende Flut hinterließ zweifelsohne langsam austrocknende Seen, in denen Evaporite zur Ausfällung kamen. Laut Bibel dürften daher solche Sedimente nur nach den eigentlichen Sintflutsedimenten zu finden sein. Evaporite kommen aber auf allen Kontinenten und in allen geologischen Perioden vor (als Beispiel möge das steinsalzführende oberpermische Haselgebirge dienen, das bei Bad Reichenhall und Hallein abgebaut wird). Außerdem enthalten die Sintflutsedimente mehrere rote Tonlagen mit Trockenrissen – was ebenfalls einem einzigen gigantischen Flutereignis widerspricht.

### Pleochroitische Höfe um Polonium

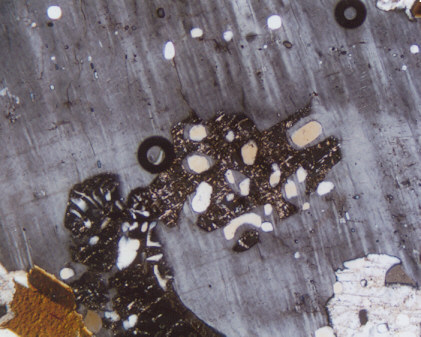
Myrmekit mit groben, wurmförmigen Quarzstengeln (weiß und cremefarben), umschlossen von Mikroklin (Gitterung, hellgrau). Der Plagioklas des Myrmekits ist bräunlich gepunktet (Bildung von Serizit). Der Mikroklin dringt an Brüchen in den Plagioklas ein und umschließt einige Quarzstengel. Quarzinseln vergleichbarer oder geringerer Größe treten im Mikroklin (oben) als Geistermyrmekit auf. Wanup-Pluton bei Sudbury, Ontario, Kanada.

Ein Lieblingsargument der Kreationisten für ihre Überzeugung, dass Granit und somit die gesamte Erde am dritten Tag der Schöpfungswoche entstand, sind die pleochroitischen Höfe um radioaktive Poloniumatome. Diese Hypothese wurde von dem Physiker Robert V. Gentry, der pleochroitische Höfe um Poloniumatome in pegmatitischem Biotit (und Fluorit) untersucht hatte, aufgestellt. Polonium ist ein natürlich vorkommendes Element mit vielen radioaktiven Isotopen, darunter 218Po, 214Po und 210Po. Diese drei Isotopen sind die letzten Zerfallsprodukte innerhalb der achtschrittigen Zerfallsreihe von Uran (238U) vor der Bildung von stabilem Blei (206Pb). Bei jedem dieser Zerfallsschritte werden hochenergetische Alphateilchen freigesetzt. Im Falle des in der Biotitstruktur eingebetteten Poloniums wird durch den Alphabeschuss die umgebende Gitterstruktur des Biotits zerstört und es entsteht ein Glas, das im Dünnschliff als dunkler pleochroitischer Hof erscheint, vorausgesetzt es waren zwischen 109 und 1010 Poloniumatome zugegen.
Der Radius dieser Strahlungsschäden ist für jedes einzelne Poloniumisotop unterschiedlich. Sind alle drei Poloniumisotope zugegen, so lassen sich auch drei unterschiedliche Radien beobachten. 238U findet sich im Biotit gewöhnlich im Kristallgitter von Zirkon- oder Uraniniteinschlüssen. Seine Zerfallsreihe kann theoretisch acht unterschiedliche Radien bewirken, darunter eben auch die drei Radien des Poloniums. Die Poloniumradien können aber auch vollkommen unabhängig von der restlichen Zerfallsreihe auftreten. Diese isolierten Vorkommen bilden die Basis für Gentry's Argumentation einer Erschaffung der Erde am dritten Schöpfungstag:
Gentry geht davon aus, dass die Kristallisationsdauer großer granitischer Magmenkörper innerhalb der Erdkruste mindestens 5 Millionen Jahre in Anspruch nimmt. Die Halbwertszeiten von 218Po, 214Po und 210Po betragen aber nur 3,05 Minuten, 0,2 Sekunden bzw. 140 Tage. Mit derartig kurzen Halbwertszeiten spielt es keine Rolle, wie viel an Polonium ursprünglich im Magma vorhanden war, denn es war zum Zeitpunkt des endgültigen Einbaus in die Gitterstrukturen bereits längst wieder zu stabilem Pb-206 zerfallen. Da die meisten Granitpetrologen die Entstehung des Granits ausschließlich auf eine Erstarrung flüssigen Magmas zurückführen, erscheint Gentry's Gedankengang durchaus als logisch. Für ihn kann folglich die Anwesenheit von pleochroitischen Höfen um Polonium nur bedeuten, dass Granit nicht allmählich aus einer Schmelze auskristallisierte, sondern sich jäh am dritten Schöpfungstag bildete und somit eine wörtliche Bibelauslegung rechtfertigt.
Collins’ Forschungsergebnisse jedoch zeigen, dass nicht alle Granitoide aus einem flüssigen Magma auskristallisieren (siehe Ergebnisse weiter oben). Mancherorts ist es durchaus möglich, dass sich Granitoide unterhalb der Solidustemperatur bilden; durch Deformation können in festen Ausgangsgesteinen feinste Risse entstehen und dann heiße metasomatische Flüssigkeiten ins Gestein eindringen. Ist im Ausgangsgestein genügend Uran vorhanden, so kann radioaktives Radon (222Rn) entstehen und sich als Edelgas frei in Gesteinsrissen bewegen. Da Rn-222 der Vorläufer von 218Po ist, führt seine diffundierende Bewegung letztendlich auch zur Ausbildung von pleochroitischen Höfen um neuentstandenes Polonium. Solange die Deformationen und somit die chemischen Austauschreaktionen anhalten, können sich pleochroitische Höfe ganz natürlich über längere Zeiträume hinweg bilden, auf eine «Instantlösung» am dritten Schöpfungstag muss dann nicht mehr zurückgegriffen werden. Sehr interessant ist die Tatsache, dass Collins an all den Stellen mit pleochroitischen Höfen um Polonium im Biotit immer auch assoziierten Myrmekit in den Granitoiden vorfand.
Somit lässt die Kombination von sowohl pleochroitischen Höfen um Polonium als auch von Myrmekit die Schlussfolgerung zu, dass nicht alle größeren Granitoide aus flüssigem Magma entstanden sein können, da beide Strukturen für sich genommen nicht magmatischen Ursprungs sind.

### Die „Arche Noah“ bei Dogubeyazit

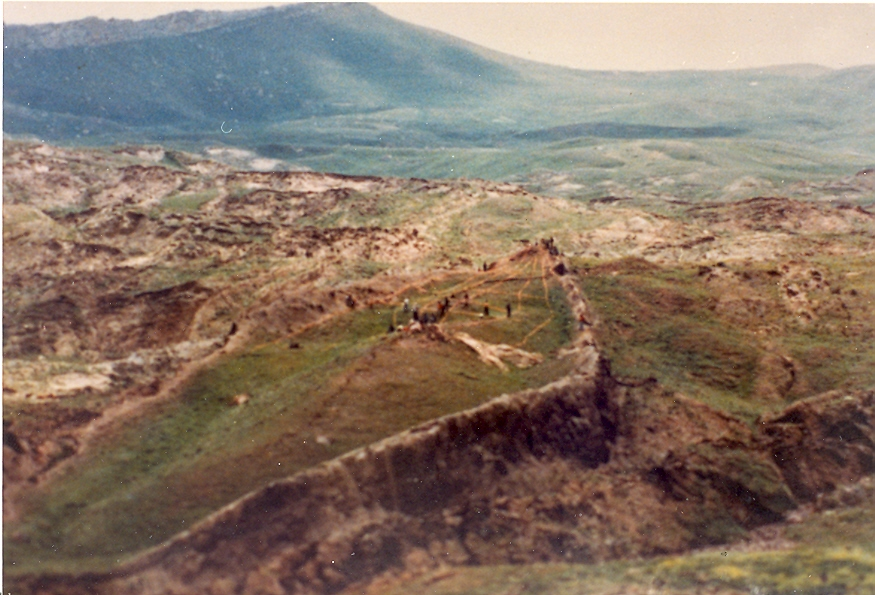
Die angebliche Arche Noah in der Nähe von Dogubeyazit, Türkei

1977 behauptete der Kreationist und Amateurarchäologe Ron Wyatt, dass eine südlich des Ararat bei Dogubeyazit (Osttürkei) gefundene Steinstruktur die Arche Noah der Bibel sei. Sie ist rund 160 Meter lang (vgl. die Abbildung rechts). 1985 stellte David Fasol, der mit Collins und anderen die Struktur untersuchte, diesem zwölf Dünnschliffe zur Verfügung. Collins fand keinerlei Hinweise auf versteinertes Holz. Die rostigen Eisenteile, die für Nieten, Bolzen und Unterlegscheiben aus Eisen-Titan-Legierung gehalten wurden, erwiesen sich als oxidierte, titanhaltige Magnetite, die aus Vulkaniten (Andesit und Basalt) stammten. Der Magnetit, der in der Osttürkei häufig vorkommt, war in Seifenlagen innerhalb der strukturbildenden Sedimentabfolgen angereichert worden. Einige dieser Sedimentlagen bestehen aus Laharen (vulkanischen Schlammströmen) mit eingelagerten vulkanischen Blöcken, wodurch der Eindruck von Wänden, Oberdeck, Dollbord und Reling eines Schiffes entstehen konnte.
Collins Untersuchungen an der fraglichen Arche wurden in einem Fernsehprogramm des National Geographic «The Truth Behind Noah's Ark» («Die Wahrheit über Noah's Arche») dokumentiert.
Spätere Untersuchungen anderer Geologen am Fundplatz ergaben ebenfalls, dass es sich eindeutig um anstehendes Gestein handelt. Die Bootsform war zusätzlich durch die erosive Tätigkeit von Schlammströmen herauspräpariert worden.
Drei andere, in Größe und Gestalt vergleichbare Strukturen finden sich in der Nähe des Kleinen Ararats.

## Schriften
- Collins, L. G.: Significance of myrmekite. 2021 ( [PDF]).
- Collins, L. G.: Critical Analysis of the book "Rethinking Radioactive Dating" by Vernon Cupps. 2019 ( [PDF]).
- Collins, L. G.: Myrmekite in the Sherman Granite in Wyoming-Colorado. 2019 ( [PDF]).
- Collins, L. G.: Understanding the natural ancient origin of oil versus a biblical Genesis Flood origin of oil. 2019 ( [PDF]).
- Collins, L. G.: Reply to Andrew Snelling’s arguments regarding cliffs formed in the walls of the Grand Canyon. 2018 ( [PDF]).
- Collins, L. G.: Analysis of article “Grand Canyon Carved by Flood Runoff” by Tim Clarey. 2018 ( [PDF]).
- Collins, L. G.: Origin of the Coconino sandstone in the Grand Canyon. 2018 ( [PDF]).
- Collins, L. G.: Good science versus bad science and the Genesis flood story. 2018 ( [PDF]).
- Collins, L. G.: Biological Reasons Young-Earth Creationists’ Worldwide Flood Never Happened. In: Skeptical Inquirer. 2018, S. 52–57 ( [PDF]).
- Collins, L. G.: Response to Ken Ham and YouTube comments by Andrew Snelling. 2018 ( [PDF]).
- Collins, L. G.: Glacial tillites, geologic history, and biblical scientific accuracy. 2018 ( [PDF]).
- Collins, L. G.: When Was Grand Canyon Carved - Millions of Years Ago or Thousands of Years Ago? How Do We Know? In: Reports of the National Center for Science Education. v. 35, issue 4, 2015, S. 2.1–2.8. ( [PDF]).
- Lorence G. Collins und Barbara J. Collins: More geological reasons Noah’s flood did not happen. In: Reports of the National Center for Science Education. v. 32, issue 6, 2012, S. 1–12.
- Lorence G. Collins und Barbara J. Collins: Pleistocene Continental Glaciers: A Single Ice Age Following a Genesis Flood or Multiple Ice Ages? In: Reports of the National Center for Science Education. v. 31, issue 5, 2011, S. 1–11.
- Lorence G. Collins und Barbara J. Collins: Origin of Polonium Halos. In: Reports of the National Center for Science Education. v. 30, issue 5, 2010, S. 11–16 ().
- Collins, L. G.: Yes, Noah's Flood May Have Happened but Not over the Whole Earth. In: Reports of the  National Center for Science Education. issue 5, 2009.
- Collins, L. G.: Muscovite-garnet granites in the Mojave Desert: Relation to crustal structure of the Cretaceous arc: Comment. In: Geology. v. 25, 1997, S. 187.
- Collins, L. G.: The metasomatic origin of the Cooma complex in southeastern Australia. In: Theophrastus Contributions. v. 1, 1993, S. 105–112.
- Collins, L. G. und T. E. Davis: Origin of high-grade biotite-sillimanite-garnet-cordierite gneisses by hydrothermal differentiation, Colorado. Hrsg.: S. S. Augustithis, High Grade Metamorphics. Theophrastus Publications, Athens 1992, S. 297–338.
- Collins, L. G.: Origin of the Isabella pluton and its enclaves, Kern County, California. In: California Geology. v. 42, 1989, S. 53–59.
- Collins, L. G.: Myrmekite, a mystery solved near Temecula, Riverside County, California. In: Geology. v. 41, 1988, S. 276–281.
- Weigand, P. W., Parker, J. und Collins, L. G.: Metamorphic origin of garnets in the Lowe granodiorite, San Gabriel Mtns., California. In: Transactions of the American Geophysical Union. v. 62, no. 45, 1981, S. 1060.
- Collins, L. G.: Manganese and zinc in amphibolite near the Sterling Hill and Franklin Mines, New Jersey. In: Economic Geology. v. 66, 1971, S. 348–350.
- Collins, L. G.: Host rock origin of magnetite in pyroxene skarn and gneiss and its relation to alaskite and hornblende granite. In: Economic Geology. v. 64, 1969, S. 191–201.
- Collins, L. G.: Finding Rare Beauty In Common Rocks. In: National Geographic. v. 129, no. 1, January, 1966, S. 121–129.
- Collins, L. G.: Geology of the magnetite deposits and associated gneisses near Ausable Forks, New York (unveröffentlichte Doktorarbeit). University of Illinois, 1959, S. 147.

### Buch
- Hunt, C. W., Collins, L. G. und Skobelin, E. A.: Expanding Geospheres. Polar Publishing, 1992, ISBN 0-9694506-1-3, S. 421.